# Istituto Statale Italiano Omnicomprensivo di Addis Abeba
L'Istituto Statale Italiano Omnicomprensivo di Addis Abeba "Galileo Galilei" è una scuola internazionale italiana lungo Via Belay Zeleke ad Arada, Addis Abeba, in Etiopia. Di proprietà del governo italiano, è una scuola primaria, secondaria di primo e secondo grado.
La scuola condivide il suo campus con il centro culturale italiano e la scuola occupa tre edifici. Al 2015 c'erano 570 studenti, molti dei quali etiopi e altri non italiani. Vi erano 44 insegnanti provenienti dall'Italia, 12 insegnanti locali e 27 agenti ausiliari.

## Storia
Fu aperto per la prima volta nell'area di Piazza nel 1954. Nel gennaio 1974 si trasferì nella sua posizione attuale.